# Rainbow (浅香唯のアルバム)
『Rainbow』（レインボー）は、浅香唯の3枚目のスタジオ・アルバム。1987年9月23日にマイカルハミングバードよりリリースされた。

## 概要
収録曲は全曲女性作家陣による作詞がなされている。
シングル「瞳にSTORM」「虹のDreamer」は、Rainbow Mixで収録。「TO BE LATE」は同年7月に発売されたビデオ『ONLY YUI』に収録されていた楽曲で、初のレコード化となった。「GOAL」はコンサートでもよく歌われており、1991年2月に発売されたベスト・アルバム『Thanks a lot』にはボーカル新録バージョンで収録された。
このアルバムを引っさげて、初のコンサート・ツアー『浅香唯ファースト・コンサート Over The Rainbow』（1987年9月12日 - 11月1日、7カ所）を開催した。
1995年にワーナーミュージック・ジャパンより廉価盤として再発売されたほか、2010年7月7日にはワーナーミュージック・ジャパンから紙ジャケットCDとしても再発売され、収録音源には2010年24ビット最新デジタルリマスタリングが施されている。

## 収録曲

### LP

#### SIDE A
1. 風のWings
作詞：麻生圭子／作曲：中崎英也／編曲：小林信吾
2. 虹のDreamer（Rainbow Mix）
作詞：湯川れい子／作曲：井上大輔／編曲：新川博
  - 8枚目のシングル表題曲のアルバムバージョン。
3. 人魚の涙
作詞：森由里子／作曲：水島康宏／編曲：若草恵
4. 千年天使
作詞：有川正沙子／作曲：タケカワユキヒデ／編曲：若草恵
5. 落葉のシルエット
作詞：湯川れい子／作曲：井上大輔／編曲：新川博

1. 瞳にSTORM（Rainbow Mix）
作詞：湯川れい子／作曲：井上大輔／編曲：新川博
  - 7枚目のシングル表題曲のアルバムバージョン。
2. Don't You Know?
作詞：麻生圭子／作曲：井上大輔／編曲：大谷和夫
3. 舞い姫
作詞：佐藤純子／作曲：中崎英也／編曲：小林信吾
4. TO BE LATE
作詞：吉元由美／作曲：井上ヨシマサ／編曲：鷺巣詩郎
5. GOAL
作詞：岩里祐穂／作曲：井上ヨシマサ／編曲：若草恵

### CD
1. 風のWings
2. 虹のDreamer (Rainbow Mix)
3. 人魚の涙
4. 千年天使
5. 落葉のシルエット
6. 瞳にSTORM (Rainbow Mix)
7. Don't You Know?
8. 舞い姫
9. TO BE LATE
10. GOAL

### 紙ジャケットCD盤
1. 風のWings
2. 虹のDreamer (Rainbow Mix)
3. 人魚の涙
4. 千年天使
5. 落葉のシルエット
6. 瞳にSTORM (Rainbow Mix)
7. Don't You Know?
8. 舞い姫
9. TO BE LATE
10. GOAL

#### ボーナス・トラック
1. エスケイプの夏
作詞：吉元由美／作曲：鷺巣詩郎／編曲：鷺巣詩郎
  - 「瞳にSTORM」のB面曲。
2. Blue Horizon
作詞：阿部孝夫／作曲：都志見隆／編曲：若草恵
  - 「虹のDreamer」のB面曲。
3. 瞳にSTORM（オリジナルMix オリジナルカラオケ）
4. 虹のDreamer（オリジナルMix オリジナルカラオケ）

## 関連作品
- 浅香唯大全集 THE COMPLETE BOX
- 紙ジャケットCD-BOX
- 浅香唯 30周年記念コンプリートBOX